# مورين ستابلتون
مورين ستابلتون (بالإنجليزية: Maureen Stapleton)‏ (و. 1925 – 2006 م) هي ممثلة تلفزيونية، وممثلة أفلام، وممثلة مسرحية أمريكية، ولدت في تروي، نيويورك، توفيت في لينوكس، ماساتشوستس، عن عمر يناهز 81 عاماً.

## التعليم
تعلمت في إستوديو الممثلين.

## جوائز وترشيحات
حصلت على جوائز منها:
جوائز
- جائزة الأوسكار لأفضل ممثلة مساعدة، عن عمل: ريدز
- جائزة المسرح العالمي (1951)
- جائزة توني لأفضل ممثلة مسرحية [الإنجليزية]‏ (1971)
- جائزة توني لأفضل ممثلة بارزة في مسرحية [الإنجليزية]‏ (1951)

ترشيحات
- جائزة الأوسكار لأفضل ممثلة مساعدة (1958)
- جائزة الأوسكار لأفضل ممثلة مساعدة، عن عمل: المطار (1958)
- جائزة الأوسكار لأفضل ممثلة مساعدة، عن عمل: ريدز (1958)
- جائزة توني لأفضل ممثلة مسرحية [الإنجليزية]‏ (1959)
- جائزة توني لأفضل ممثلة مسرحية [الإنجليزية]‏ (1960)
- جائزة توني لأفضل ممثلة مسرحية [الإنجليزية]‏ (1968)
- جائزة توني لأفضل ممثلة بارزة في مسرحية [الإنجليزية]‏ (1981)

ترشحت لـ:
- جائزة توني لأفضل ممثلة بارزة في مسرحية [الإنجليزية]‏ (1981)
- جائزة توني لأفضل ممثلة مسرحية  [لغات أخرى]‏ (1968)
- جائزة توني لأفضل ممثلة مسرحية  [لغات أخرى]‏ (1960)
- جائزة توني لأفضل ممثلة مسرحية  [لغات أخرى]‏ (1959)
- جائزة الأوسكار لأفضل ممثلة مساعدة، عن عمل: Lonelyhearts [الإنجليزية]‏ (1958)
- جائزة الأوسكار لأفضل ممثلة مساعدة، عن عمل: المطار
- جائزة الأوسكار لأفضل ممثلة مساعدة، عن عمل: Interiors [الإنجليزية]‏
- جائزة الأوسكار لأفضل ممثلة مساعدة، عن عمل: ريدز.

## وصلات خارجية
- مورين ستابلتون على موقع IMDb (الإنجليزية)
- مورين ستابلتون على موقع ألو سيني (الفرنسية)
- مورين ستابلتون على موقع ميوزك برينز (الإنجليزية)
- مورين ستابلتون على موقع تيرنر كلاسيك موفيز (الإنجليزية)
- مورين ستابلتون على موقع أول موفي (الإنجليزية)
- مورين ستابلتون على موقع قاعدة بيانات برودواي على الإنترنت (الإنجليزية)
- مورين ستابلتون على موقع قاعدة بيانات الأفلام السويدية (السويدية)
- مورين ستابلتون على موقع إن إن دي بي (الإنجليزية)
- مورين ستابلتون على موقع ديسكوغز (الإنجليزية)
- مورين ستابلتون على موقع قاعدة بيانات الفيلم (الإنجليزية)